# Przemysław Żurawski vel Grajewski
Przemysław Piotr Żurawski vel Grajewski (ur. 10 września 1963 w Łodzi) – polski politolog i nauczyciel akademicki, doktor habilitowany nauk społecznych, profesor uczelni na Uniwersytecie Łódzkim.

## Życiorys
Absolwent Wydziału Filozoficzno-Historycznego Uniwersytetu Łódzkiego (1987). Stopień doktora nauk humanistycznych uzyskał na tym samym wydziale w 1997, na podstawie napisanej pod kierunkiem Waldemara Michowicza pracy pt. Stany Zjednoczone wobec problemu kontroli zbrojeń w dobie Komisji Przygotowawczej do Konferencji Rozbrojeniowej 1925–1930. Habilitował się w zakresie nauk o polityce w 2014 w Instytucie Studiów Politycznych PAN, w oparciu o rozprawę zatytułowaną Wschodnia część pola bezpieczeństwa Polski jako przedmiot i podmiot gry międzynarodowej w latach 1991–2012. W pracy naukowej specjalizuje się w zagadnieniach poświęconych historii najnowszej i współczesnym stosunkom międzynarodowym.
Zawodowo związany z macierzystą uczelnią, obejmował stanowiska profesora nadzwyczajnego i profesora uczelni na Wydziale Studiów Międzynarodowych i Politologicznych. W 1992 pracował w Ministerstwie Obrony Narodowej w Biurze ds. Planowania Polityki Obronnej. W latach 1995–1996 zatrudniony w biurze pełnomocnika rządu ds. integracji europejskiej i pomocy zagranicznej. W latach 2005–2006 był ekspertem frakcji EPP-ED w Parlamencie Europejskim w Brukseli i zajmował się monitorowaniem polityki wschodniej Unii Europejskiej. W 2006 został nauczycielem akademickim na białoruskim Europejskim Uniwersytecie Humanistycznym w Wilnie. W latach 2007–2008 był komentatorem kontraktowym TVP Info w zakresie tematyki międzynarodowej.
Współpracownik Instytutu Europejskiego w Łodzi, Ośrodka Myśli Politycznej, pracownik badawczy Centrum Europejskiego Natolin, a także wykładowca Krajowej Szkoły Administracji Publicznej. W 2014 został członkiem rady programowej Prawa i Sprawiedliwości, a w 2015 członkiem Narodowej Rady Rozwoju powołanej przez prezydenta Andrzeja Dudę. Zasiadł również w gabinecie politycznym ministra spraw zagranicznych Witolda Waszczykowskiego. W grudniu 2021 powołany na przewodniczącego Rady ds. Bezpieczeństwa i Obronności działającej w ramach Narodowej Rady Rozwoju. Został też członkiem rady programowej Warsaw Enterprise Institute.
W sierpniu 2023 z rekomendacji posłów Prawa i Sprawiedliwości został powołany przez Sejm w skład Państwowej Komisji do spraw badania wpływów rosyjskich na bezpieczeństwo wewnętrzne Rzeczypospolitej Polskiej w latach 2007–2022. Odwołany przez Sejm 29 listopada 2023. W 2024 wszedł w skład komitetu wspierającego kandydaturę Karola Nawrockiego na prezydenta RP w wyborach w 2025; został koordynatorem utworzonego w ramach tego komitetu zespołu ds. bezpieczeństwa.

## Życie prywatne
Syn Józefa Witolda i Anny z domu Morawskiej. Brat bliźniak historyka i nauczyciela akademickiego Radosława Żurawskiego vel Grajewskiego.
Nazwisko Żurawski przyjął jego prapradziad, ukrywający się przed carskimi władzami po upadku powstania styczniowego. W II RP rodzina wróciła do nazwiska Grajewski, pozostawiając jednocześnie używany w okresie zaborów pseudonim i posługując się odtąd nazwiskiem Żurawski vel Grajewski.

## Publikacje
- Sprawa ukraińska na Konferencji Pokojowej w Paryżu w roku 1919. Warszawa: Semper, 1995, s. 128. ISBN 83-85810-88-9.
- Wspólna Polityka Zagraniczna i Bezpieczeństwa Unii Europejskiej – aspekt bałtycki i śródziemnomorski. Łódź: Instytut Europejski, 1998, s. 150.
- Stany Zjednoczone wobec problemu kontroli zbrojeń w dobie Komisji Przygotowawczej do Konferencji Rozbrojeniowej (1925–1930). Warszawa: Semper, 2000, s. 372. ISBN 83-86951-64-8.
- Geopolityka-siła-wola. Rzeczypospolitej zmagania z losem. Kraków: OMP, 2010. Brak numerów stron w książce
- Polityka Unii Europejskiej wobec Rosji a interesy Polski 1991–2004. Kraków: OMP, 2008, s. 731. ISBN 978-83-60125-43-4.
- Bezpieczeństwo międzynarodowe: wymiar militarny. Warszawa: Wydawnictwo Naukowe PWN, 2012. Brak numerów stron w książce
- Duch pyszny poprzedza upadek. Rozważania o naturze procesu rozpadu unii. Kraków: OMP, 2012. Brak numerów stron w książce
- Polska polityka wschodnia 1989–2015. Wymiar narodowy i unijny. Kraków: OMP, 2016, s. 376.